# Anna Savva
Anna Savva (Londra, 16 ottobre 1956) è un'attrice britannica.

## Biografia
Nativa di Londra, Anna Savva ha mosso i primi passi nella recitazione giovanissima, iniziando, nella prima metà degli anni ottanta a prendere parte a serie televisive come Minder, Prime Suspect e Planespotting, nonché al film La piccola bottega degli orrori.
Più recentemente ha vestito i panni di Anna Pappas in EastEnders.